# Boznańska (cràter)
Boznańska és un cràter d'impacte en el planeta Mercuri de 72 km de diàmetre. Porta el nom de la pintora polonesa Olga Boznańska (1865-1940), i el seu nom va ser aprovat per la Unió Astronòmica Internacional el 2015.